# Maaua Etumi
Maaua Etumi (1 de mayo de 1971) es una deportista marroquí que compitió en judo. Ganó una medalla de oro en el Campeonato Africano de Judo de 1996 en la categoría de –61 kg.

## Palmarés internacional
| Campeonato Africano | Campeonato Africano   | Campeonato Africano | Campeonato Africano |
| Año                 | Lugar                 | Medalla             | Categoría           |
| ------------------- | --------------------- | ------------------- | ------------------- |
| 1996                | Sudáfrica (Sudáfrica) | Medalla de oro      | –61 kg              |